# Neuifed
Neuifed (en árabe: انويفض‎ y en francés: Nouifed) es una localidad del Sáhara Occidental controlada por Marruecos, en la provincia de Bojador. Hasta 1976 perteneció al Sahara español.